# テマゼパム
テマゼパム（英: Temazepam）は、リストリル（英: Restoril）などの商品名で販売されている医薬品であり、不眠症の治療に用いられる。一般的に不眠症に用いる場合は10日間未満であるべき。投与法は経口である。効果は一般的に1時間以内にみられ、最長で8時間続く。
一般的な副作用には、眠気、不安、混乱、めまい、などがあげられる。重度の副作用には、幻覚、虐待、アナフィラキシー、自殺、などがあげられる。一般的にオピオイドとの併用は勧められない。急激な用量の減量は離脱を起こす可能性がある。妊娠中や授乳中の人への使用は推奨されない。テムゼパムは、中等度のベンゾジアゼピンと睡眠薬である。テムゼパムは、脳内のγ-アミノ酪酸に影響することで作用する。
テムゼパムは、1962年に特許が承認され、1969年に医薬品として用いられるようになった。後発医薬品として入手できる。2019年の英国の国民保健サービスにかかる１か月分の費用は約1.40ポンドである。米国での卸売価格は１か月分で約1.76米ドルである。2017年の米国では142番目に最も一般的に処方された医薬品であり、その件数は400万件を超える。
なお日本においてテマゼパムは未承認・未発売であるが、向精神薬に関する条約に基づき制定された麻薬及び向精神薬取締法にて第3種向精神薬に指定されており輸出入の規制対象である。